# Ушня (Татарстан)
Ушня — поселок в Пестречинском районе Татарстана. Входит в состав Ленино-Кокушкинского сельского поселения.

## География
Находится в северо-западной части Татарстана на расстоянии приблизительно 6 км на северо-восток по прямой от районного центра села Пестрецы у речки Ушня.

## История
Основан в 1950-х годах как посёлок рыбхоза.

## Население
Постоянных жителей было: в 1958 — 50, в 1970—226, в 1979—200, в 1989 — 29, в 2002—59 (русские 65 %, татары 35 %), 56 в 2010.